# Баджура (аэропорт)
Аэропорт Баджура (англ. Bajura Airport), (ИАТА: BJU, ИКАО: VNBR) — непальский аэропорт, обслуживающий коммерческие авиаперевозки района Баджура (Сетхи).

## Общие сведения
Аэропорт расположен на высоте 1311 метров над уровнем моря и эксплуатирует одну взлётно-посадочную полосу размерами 573х30 метров с асфальтовым покрытием.